# STS-51
STS-51, voluit Space Transportation System-51, was een spaceshuttlemissie van de Discovery. Tijdens de missie werd de Advanced Communications Technology satelliet (ACTS) in een baan rond de aarde gebracht. Tevens werd er materiaal getest ter voorbereiding op de Hubble-ruimtetelescoop onderhoudsmissie STS-61.

## Bemanning
| Positie            | Lancering                        | Landing                          |                               |
| ------------------ | -------------------------------- | -------------------------------- | ----------------------------- |
| Bevelhebber        | Frank Culbertson 2e ruimtevlucht | Frank Culbertson 2e ruimtevlucht |                               |
| Piloot             | William Readdy 2e ruimtevlucht   | William Readdy 2e ruimtevlucht   |                               |
| Missiespecialist 1 | James Newman 1e ruimtevlucht     | James Newman 1e ruimtevlucht     |                               |
| Missiespecialist 2 | Daniel Bursch 1e ruimtevlucht    | Daniel Bursch 1e ruimtevlucht    | Daniel Bursch 1e ruimtevlucht |
| Missiespecialist 3 | Carl Walz 1e ruimtevlucht        | Carl Walz 1e ruimtevlucht        | Carl Walz 1e ruimtevlucht     |

## Media

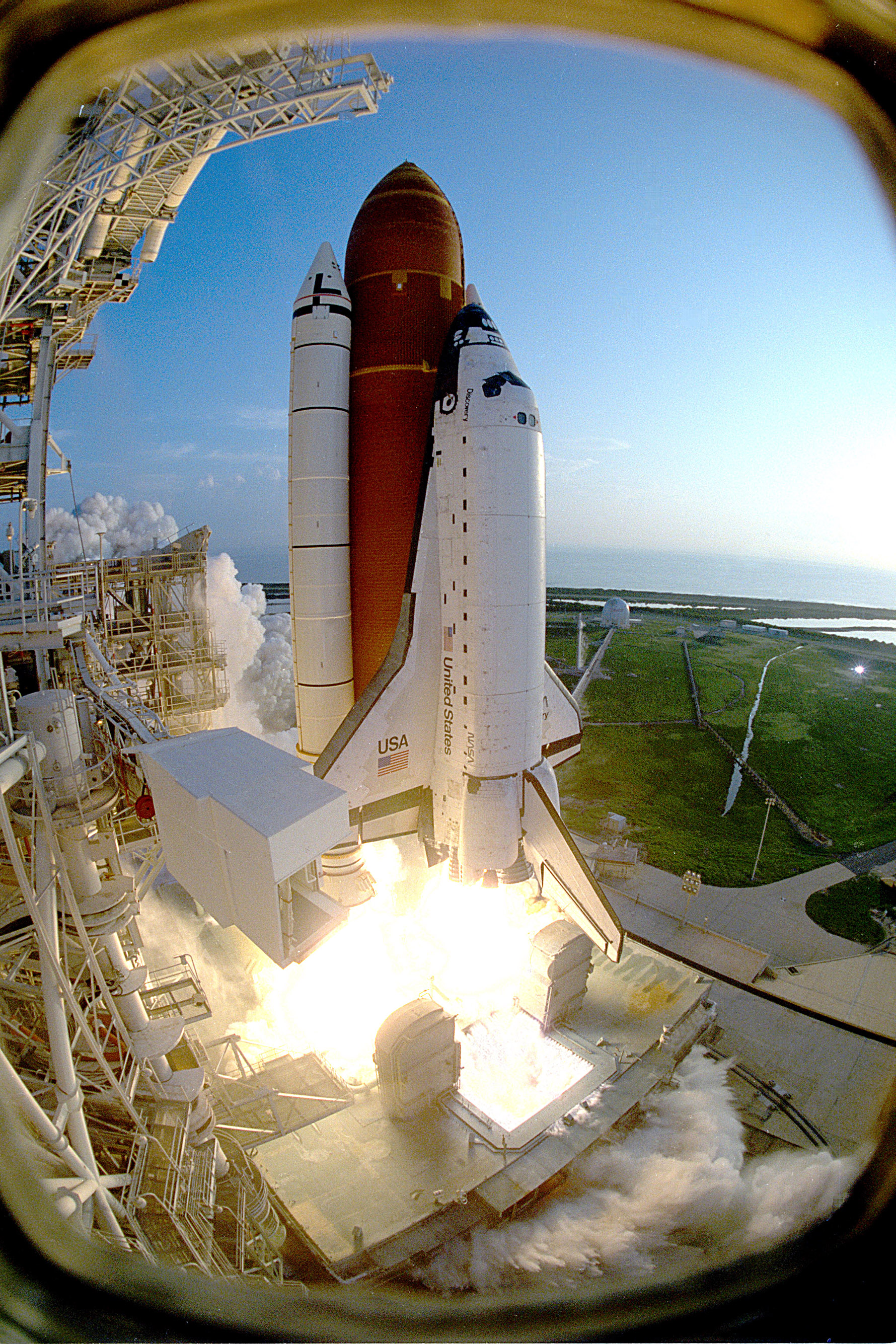
Lancering
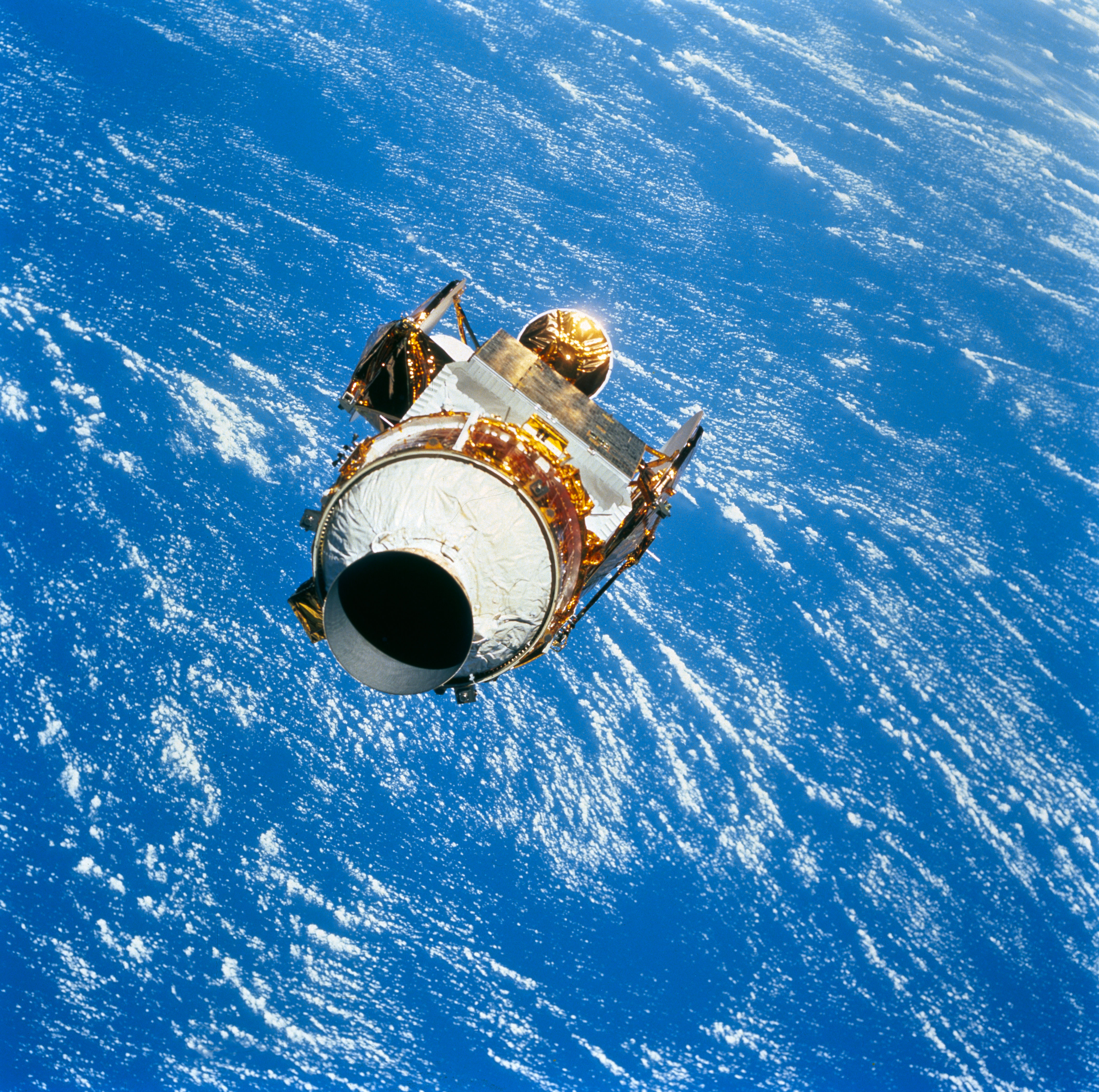
ACTS gezien vanaf de Discovery